# Formiguer cuallarg
El formiguer cuallarg (Drymophila caudata) és una espècie d'ocell de la família dels tamnofílids (Thamnophilidae).

## Hàbitat i distribució
Viu als bosquets de bambú del vessant occidental dels Andes orientals i el curs superior del riu Magdalena, a Colòmbia oriental.